# Sven Markelius
Sven Gottfrid Markelius, ursprungligen Jonsson, född 25 oktober 1889 i Stockholm, död 24 februari 1972 i Danderyd, var en svensk arkitekt som arbetade främst i den funktionalistiska stilen. Han var bland annat stadsplanedirektör i Stockholm under åren 1944–1954 och präglade under denna tid planeringen och utbyggnaden av Stockholms förstäder.

## Biografi
Sven Markelius utbildades 1909–1913 på Kungliga Tekniska högskolan i Stockholm och på Konstakademien. Därefter företog han studieresor till Tyskland och Italien. Han fick en gedigen utbildning hos arkitekterna Ragnar Östberg, Erik Lallerstedt och Ivar Tengbom. Efter flera framgångsrika arkitekttävlingar öppnade han ett eget kontor 1920.
År 1921 antog han efternamnet Markelius efter släktgården Mark i Östergötland. Efter att 1927–1934 ha sammanlevt med Viola Wahlstedt gifte sig Markelius 1938 med Ka Simon, som var dotter till Moritz Simon. Han var morfar till Nike Markelius.

### Verk

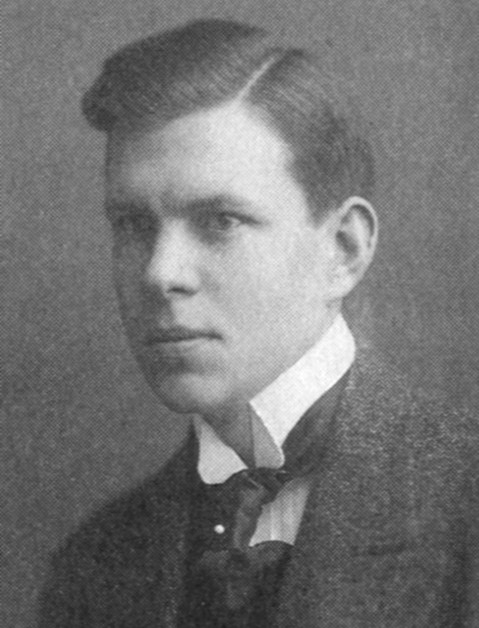
Markelius kring 1914.

År 1927 kom nästa långa studieresa till Tyskland, där han träffade Walter Gropius som förevisade Bauhausskolan i Dessau. Gropius idéer skulle påverka Sven Markelius framtida syn på arkitekturen i funktionalismens tecken som gjorde sitt intåg i Sverige på Stockholmsutställningen 1930. På denna utställningen deltog han på bostadsavdelningen tillsammans med bland andra Kurt von Schmalensee, Uno Åhrén, Sigurd Lewerentz och Paul Hedqvist. År 1931 var han medförfattare till den radikala debattboken "acceptera". 
År 1932 skapade han sitt första större arbete, Helsingborgs konserthus. På 1920- och 1930-talen ritade Markelius även en lång rad privata villor i funktionalistisk stil, bland andra till sig själv, Villa Markelius, Nockeby (1930) i Bromma och Villa Myrdal (1937) till de goda vännerna Alva och Gunnar Myrdal, även det i Bromma. Ett tidigt exempel är en ultramodern sommarvilla i Grödinge, söder om Stockholm, som han ritade åt storbyggmästaren Olle Engkvist (1929). De kände varandra väl och samarbetade i flera projekt, bland annat i Kvarteret Gräset (1930) på Södermalm i Stockholm, hyreshus i utpräglad funktionalistisk stil. 
Efter att ha prövat boendet i flerfamiljshus några år i Kollektivhuset, John Ericssonsgatan på Kungsholmen ritade Markelius 1945 ytterligare en villa, åt sig själv och familjen, som han lät Olle Engkvist uppföra vid Kevinge strand i Danderyd (se Villa Markelius, Danderyd). Båda villorna rönte stor internationell uppmärksamhet bland arkitekter.
Markelius sista stora arbete under 1930-talet blev den svenska paviljongen på New York World's Fair 1939. Paviljongbyggnaderna grupperades kring en trädgårdsanläggning, även den ritad av Markelius. Det fanns även restaurang och biograf. Ett stort porträtt av Per Albin Hansson mötte besökaren och utställningens tema var demokratins framsteg i Sverige. Utställningspaviljongen blev även en stor personlig framgång för Markelius och gav honom viktiga kontakter för framtiden i USA.
Sven Markelius var chef för utredningsavdelningen vid Byggnadsstyrelsen mellan 1938 och 1944 och sedermera stadsplanedirektör i Stockholm under åren 1944–1954 och som sådan ledamot av Nedre Norrmalmsdelegationen. Under den tiden planerade han Norrmalmsregleringens första fas 1946 och förorterna Björkhagen 1945, Högdalen 1946, Västertorp 1947, Vällingby 1947–1950 och Farsta 1952. Han ritade även Folkets hus vid Norra Bantorget 1960, tredje höghuset vid Sergels torg 1962 och Sverigehuset vid Kungsträdgården 1968, alla i Stockholm.
I Sven Markelius verksförteckning finns bland många realiserade arbeten även ett 40-tal ej utförda byggnader som stannade i skissadiet, bland dem ett förslag till ombyggnad av Stockholms centralstation, ett skissförslag till konserthus för Helsingborg och ett förslag till FN-hus i New York. 
Han var även verksam som formgivare och formgav olika tygtryck för Ljungbergs Textiltryck och möbler för
Svenska Möbelfabrikerna i Bodafors. Markelius är representerad vid Nationalmuseum i Stockholm och vid Victoria and Albert Museum med textilkonst och med en stol vid Röhsska museet samt vid Arkitektur- och designcentrum, Länsmuseet Gävleborg, Jönköpings läns museum, Nordenfjeldske Kunstindustrimuseum, Museum of Modern Art och Museum Boijmans Van Beuningen.
Markelius belönades jämte sin efterträdare Göran Sidenbladh av International Union of Architects för Norrmalmsregleringen med Sir Patrick Abercrombie Prize när det delades ut för första gången 1961.
Markelius var ledamot i Svenska teknologföreningen (STF).

## Bildgalleri, verk i urval

Villor
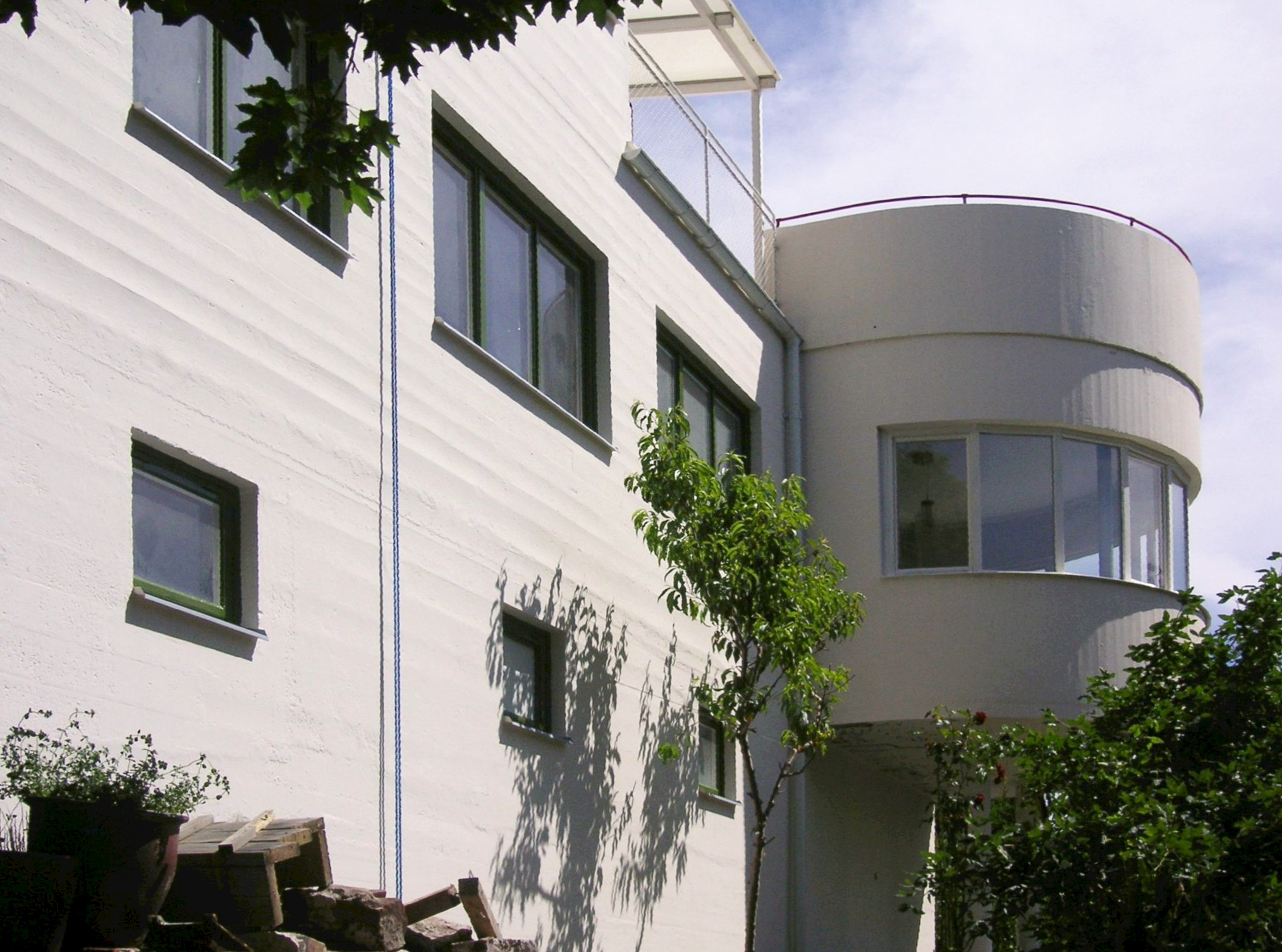
Villa Markelius, Nockeby
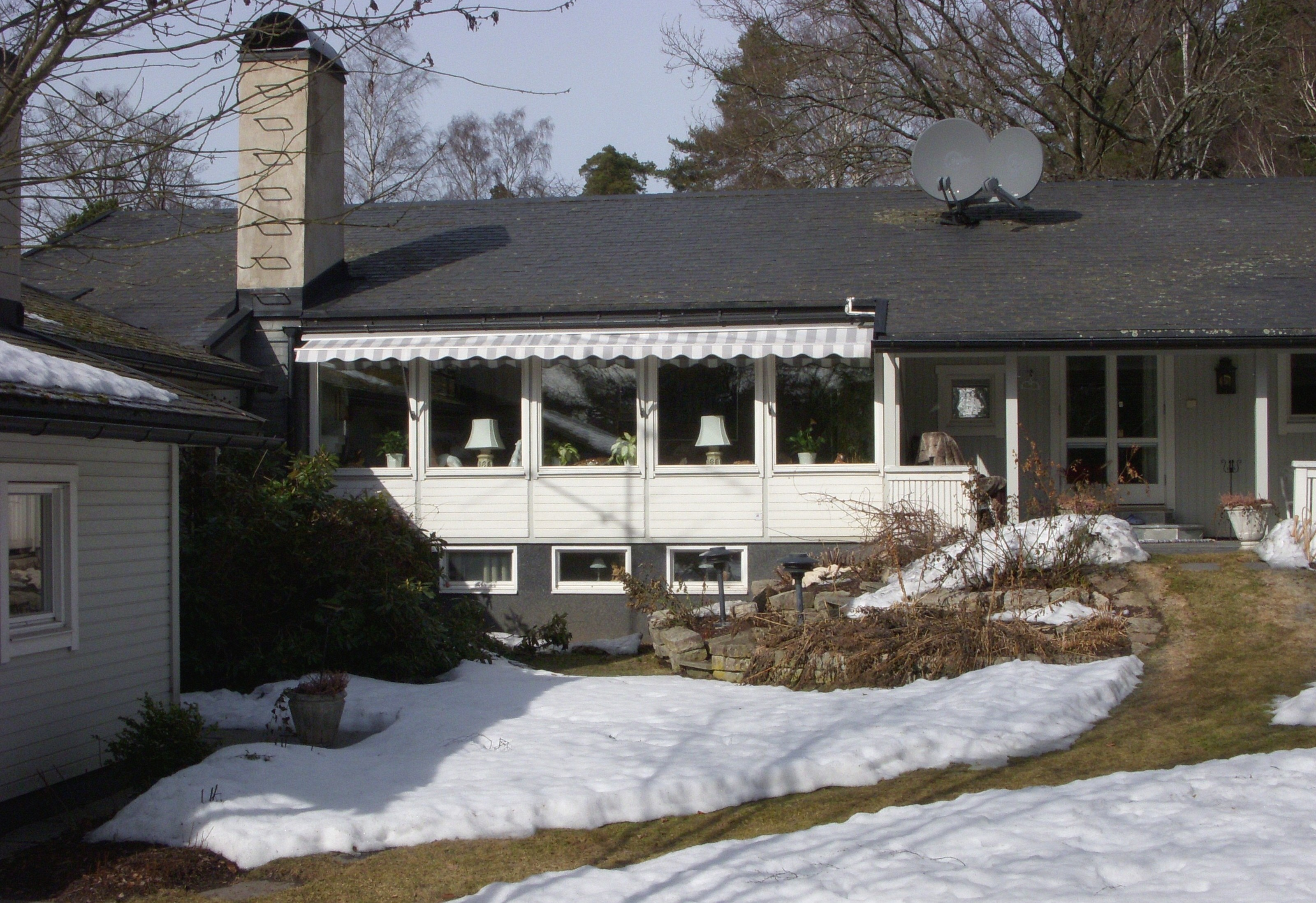
Villa Markelius, Danderyd
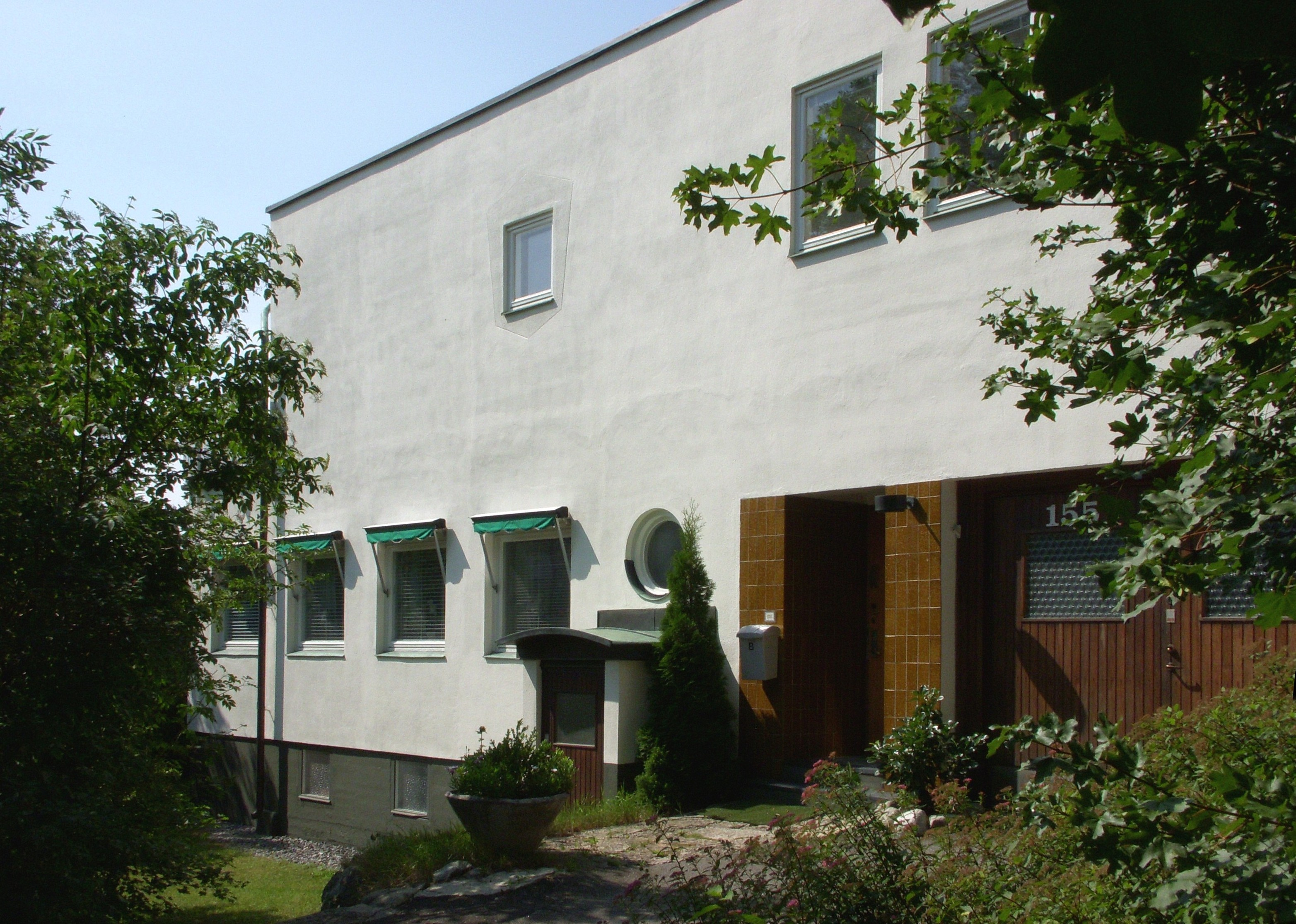
Villa Myrdal, Stora Mossen, Bromma
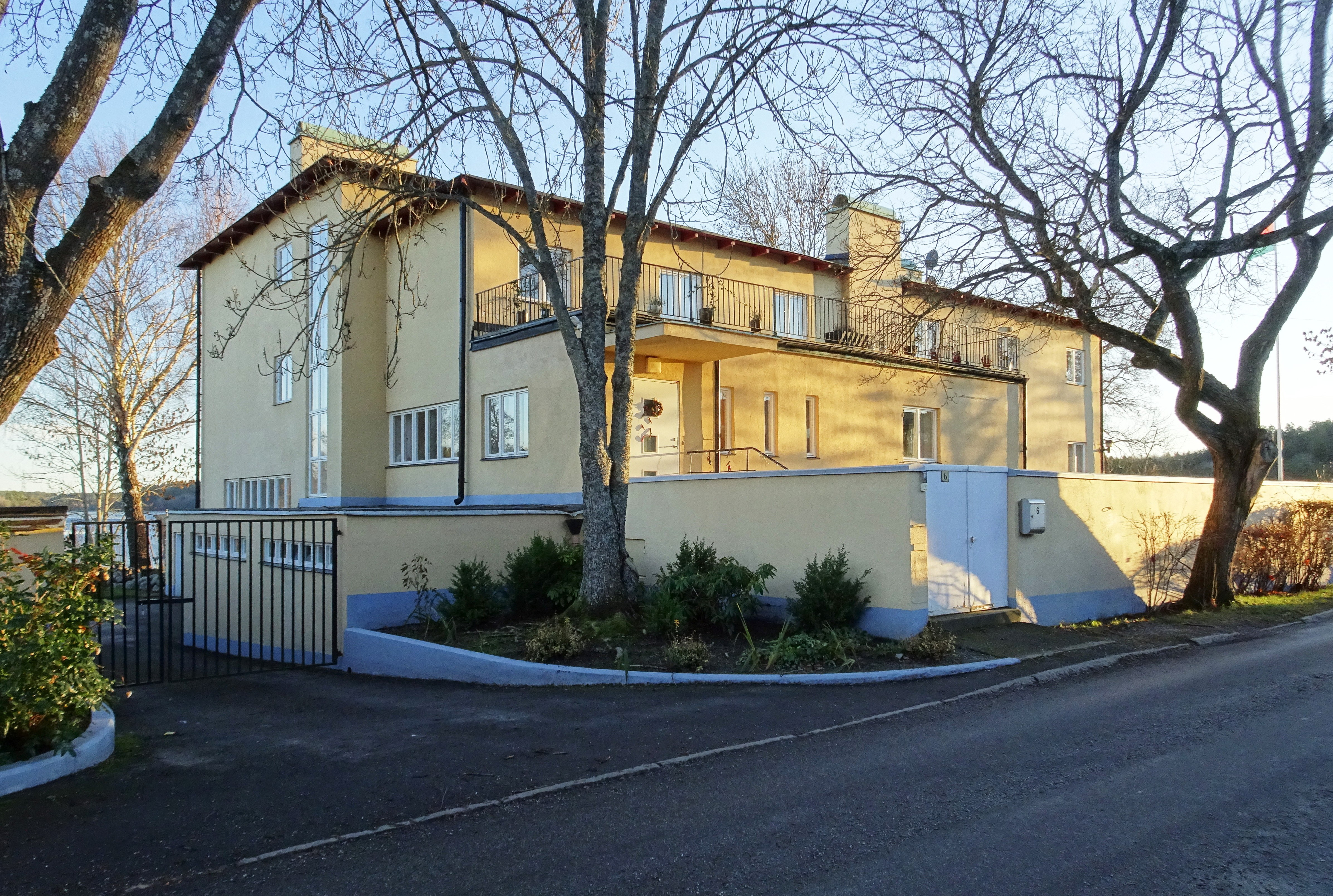
Villa Öhman, Saltsjö Duvnäs
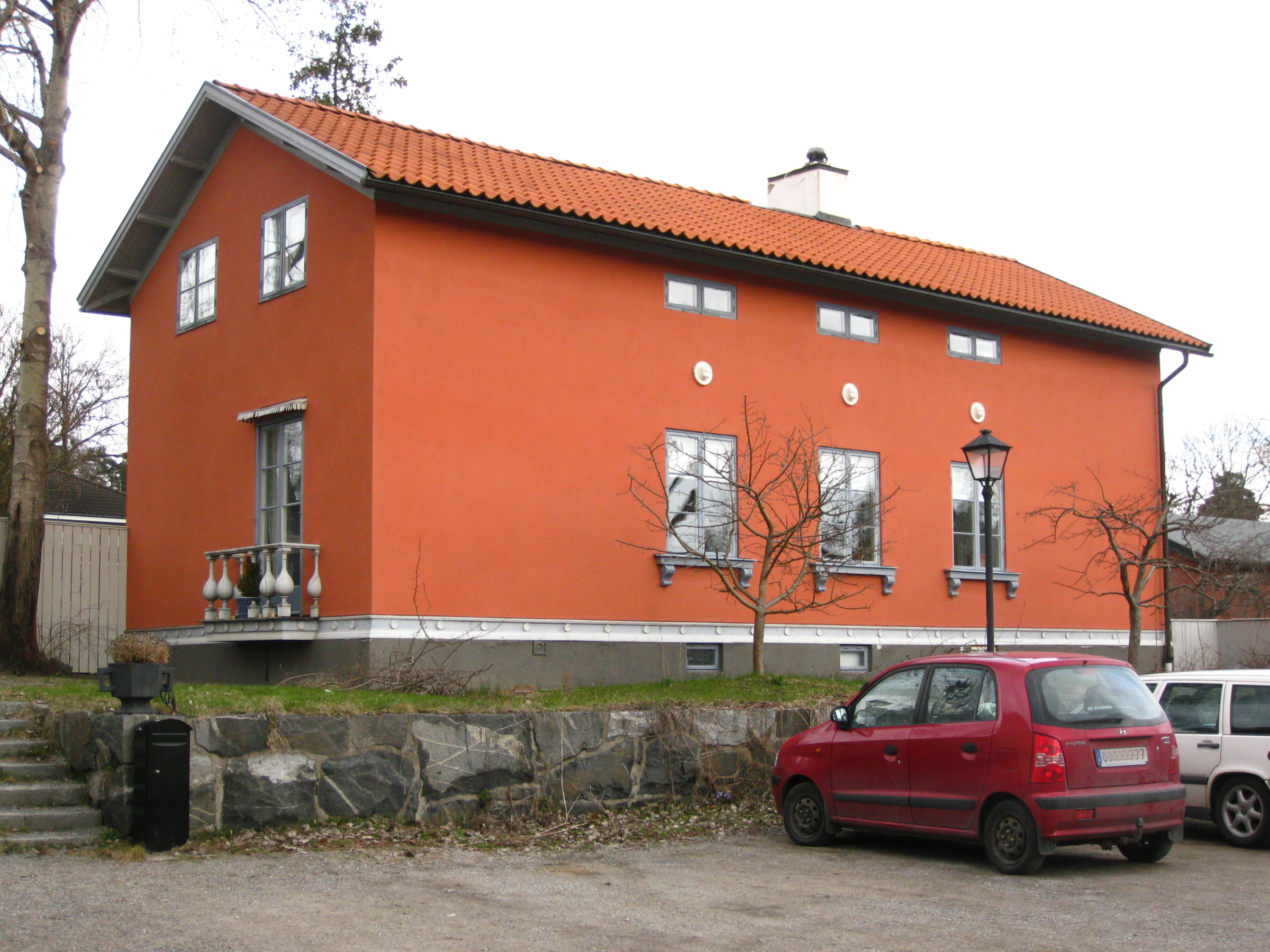
Villavägen 10, Lidingö. Del av Lidingöutställningen av Bygge och Bo.

Offentliga byggnader
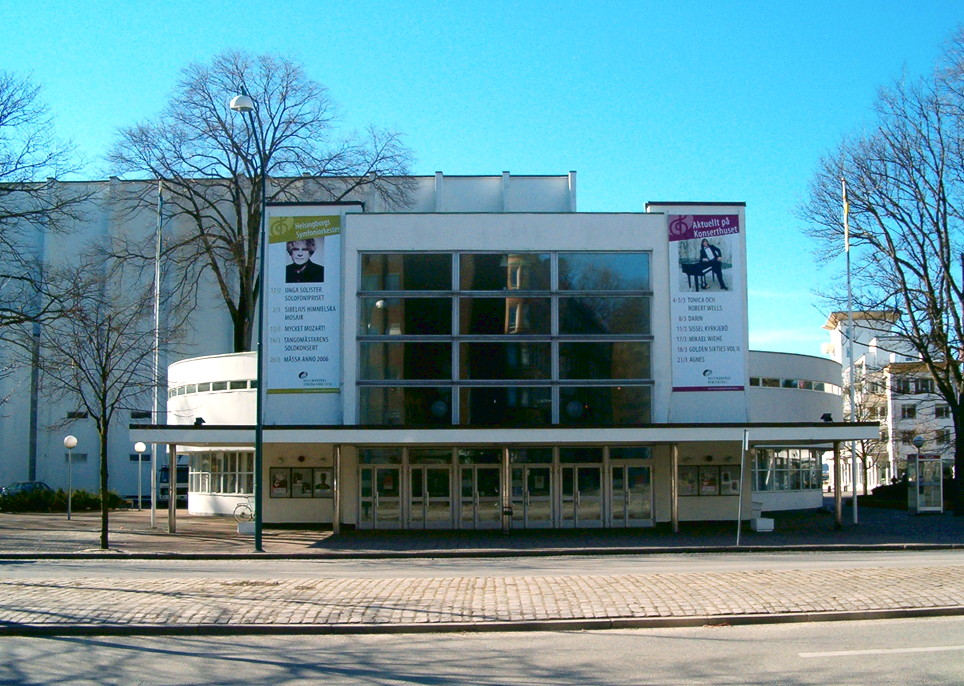
Helsingborgs konserthus
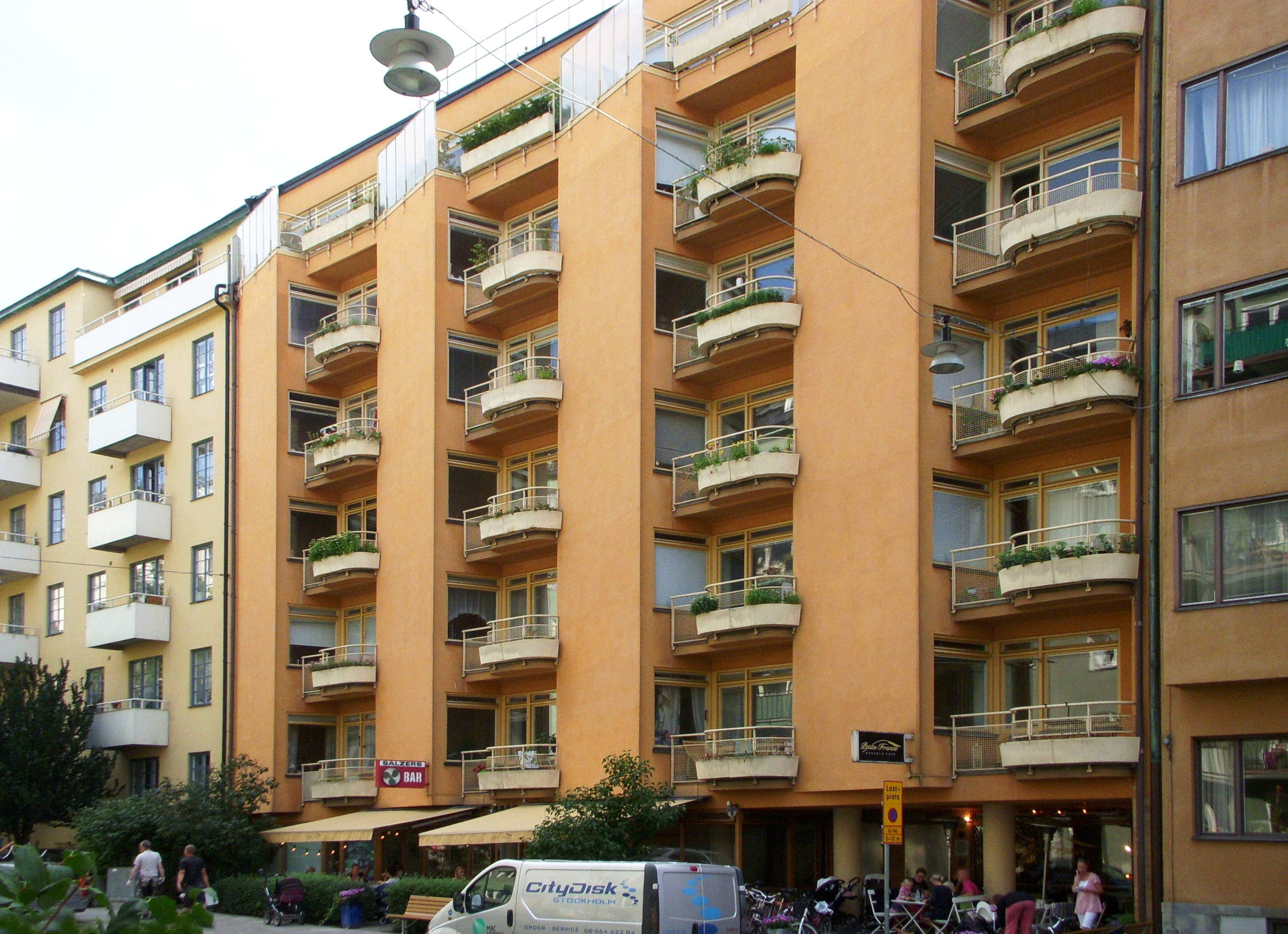
Kollektivhuset, John Ericssonsgatan, Stockholm
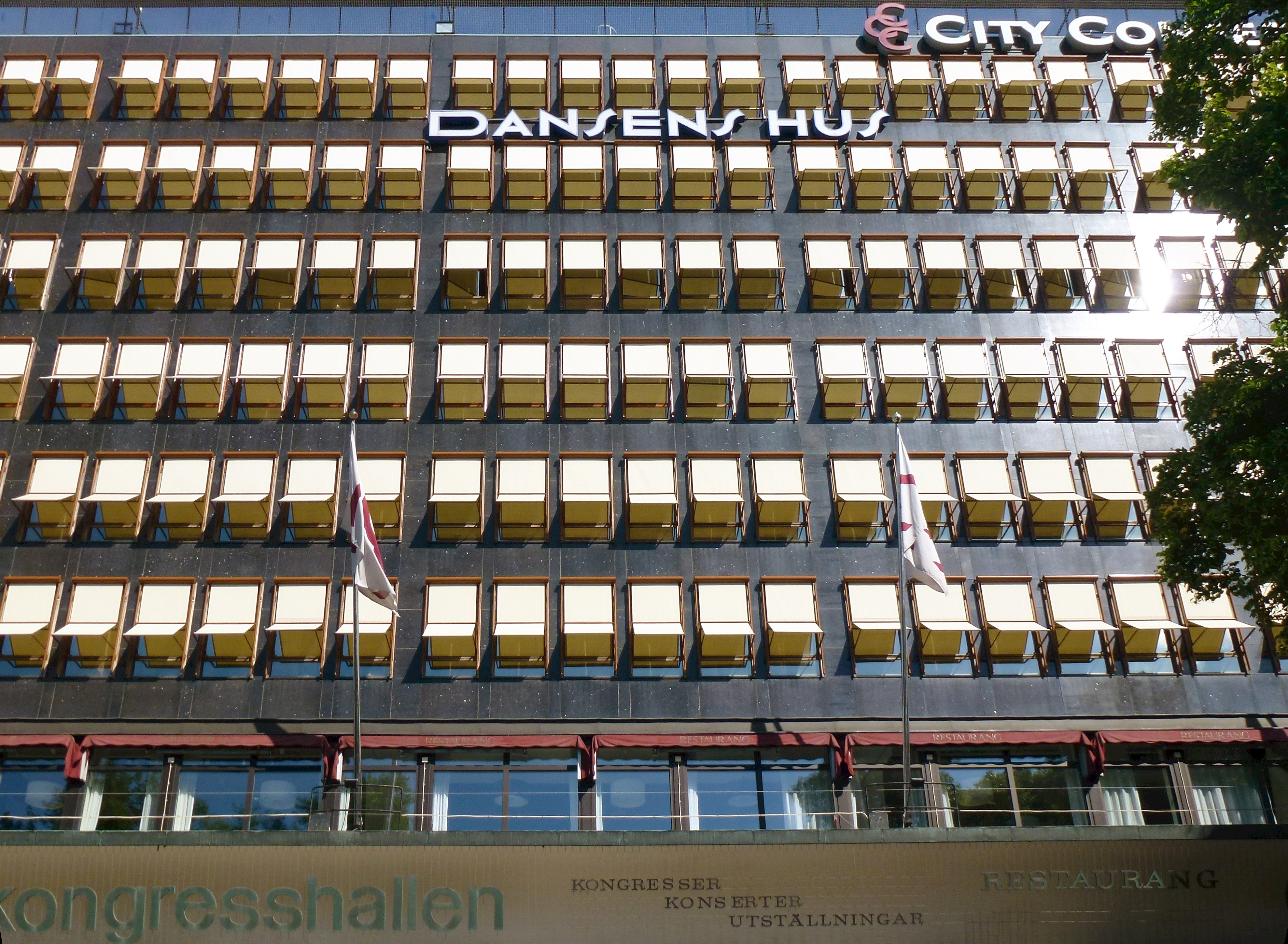
Folkets hus i Stockholm
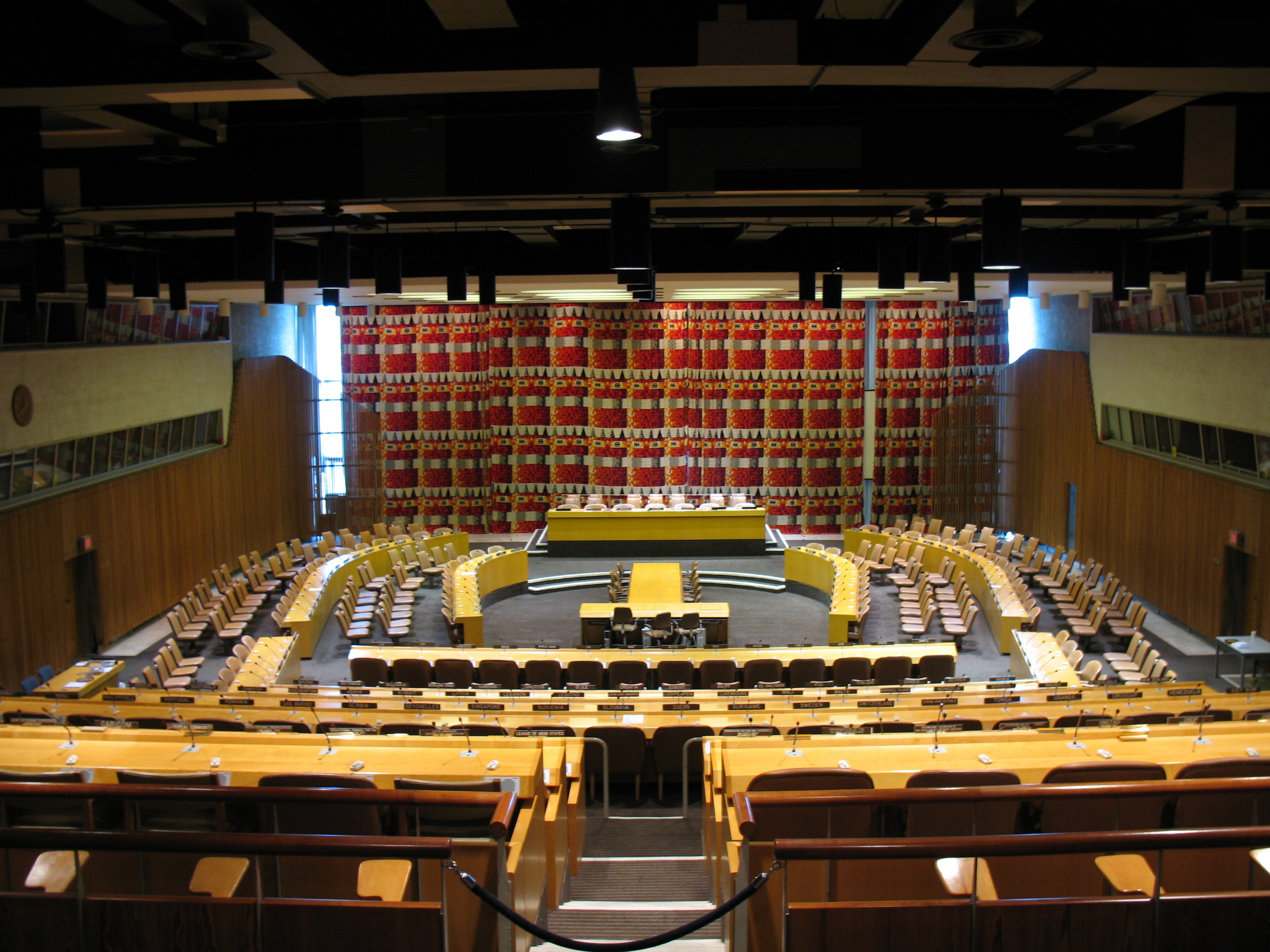
Ekonomiska och sociala rådets sal, FN-huset, New York
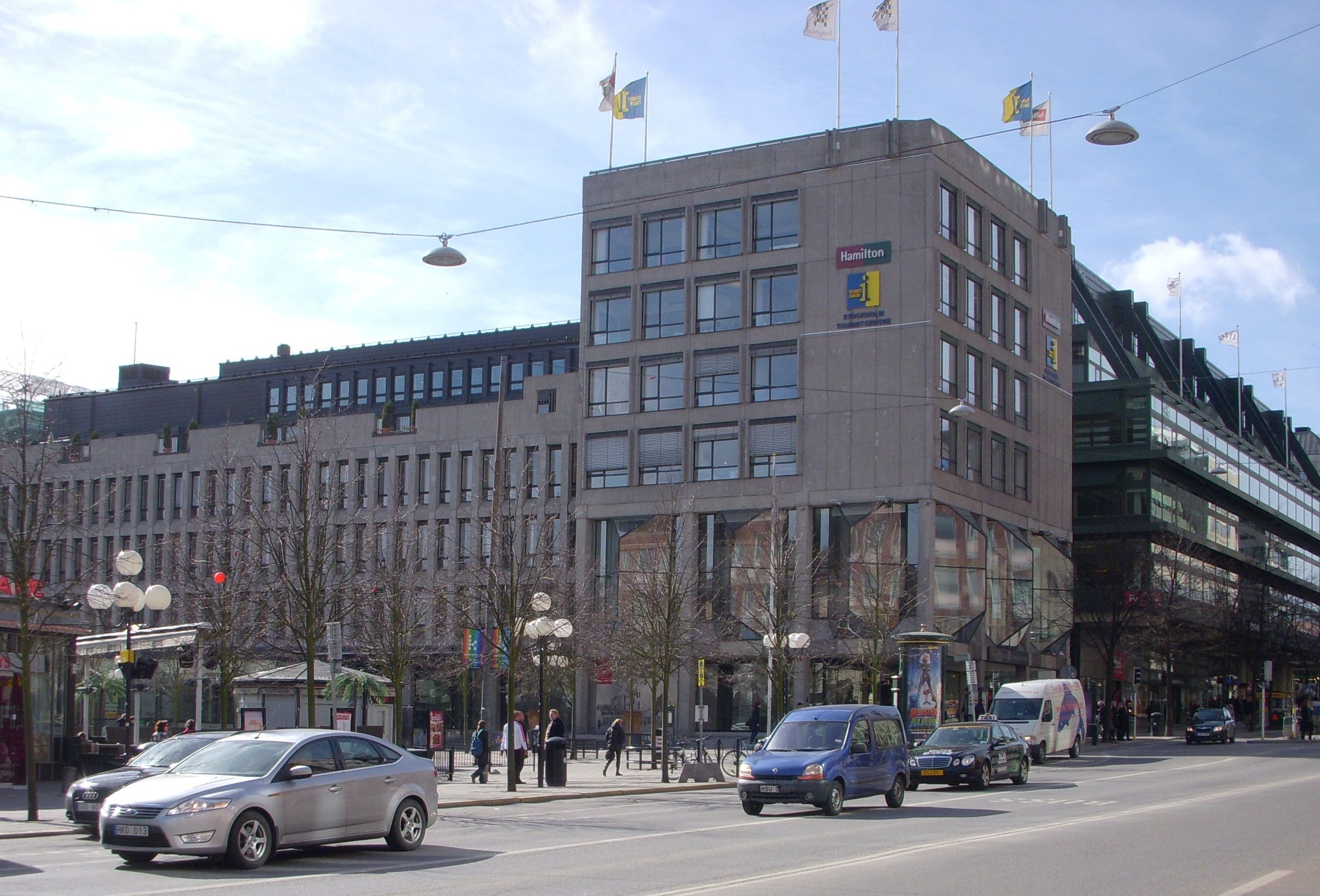
Sverigehuset i Stockholm

## Verk i urval

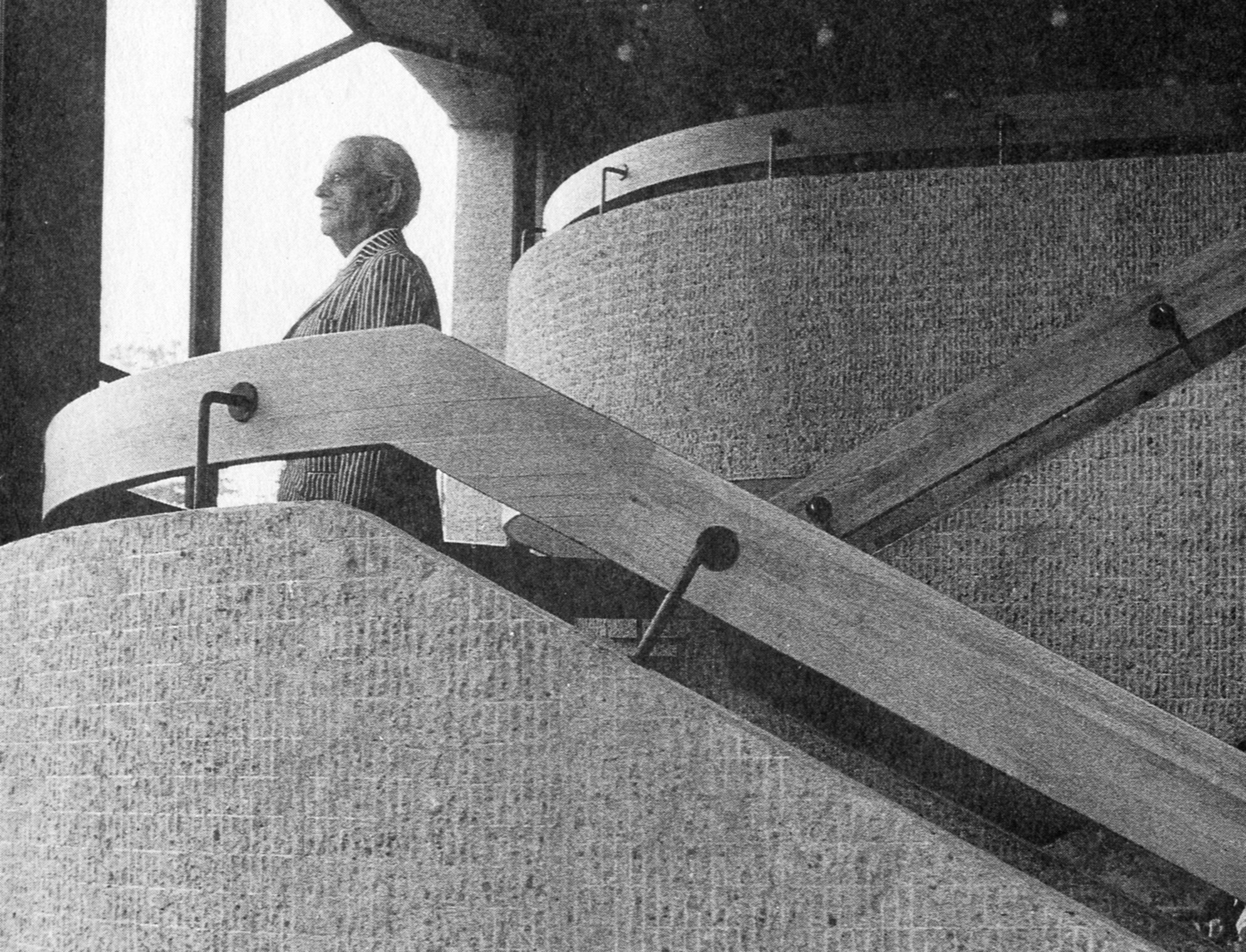
Sven Markelius i Sverigehusets trappa.

- Klubbhuset KMK, Strandvägen, Stockholm
- Första pris i tävlingen om Årstabron 1920 (tillsammans med Olof Lundgren)
- Stadsplan och villor för Bygge och Bo på Lidingö 1925
- Sommarvilla åt Olle Engkvist, Eldtomta, Grödinge 1929
- KTH:s Kårhus, Nymble, tillsammans med Uno Åhrén 1928-1930
- Berget 10, bostadshus i Stockholm 1929-1930
- Hangar vid Lindarängens flyghamn, Stockholm 1930
- Villa Markelius, Nockeby 1930, det egna hemmet i Nockeby
- Barnrikehus i Kvarteret Gräset 1930-1931
- Lindarängens flyghamn 1931
- Helsingborgs konserthus 1932
- Stockholms Byggnadsförenings hus, Norrlandsgatan 11 1934-1937
- Bromma flygplats, två förslag, ej utförda 1934
- Kollektivhuset, John Ericssonsgatan 6 på Kungsholmen 1935
- Villa Myrdal, Stora Mossen, Bromma 1937
- Sveriges paviljong på Världsutställningen i New York 1939
- Villa Markelius, Danderyd 1945, det egna hemmet i Danderyd
- Folkets hus i Linköping 1941-1953 (numera Kårhuset Kollektivet)
- Folkets Hus i Stockholm 1945-1960
- Ekonomiska och sociala rådets sal, Förenta nationernas högkvarter i New York 1951-1953
- Skogsindustrihuset, Villagatan 1, i Stockholm 1961
- 3:e Hötorgshuset vid Sergelgatan 1962
- Räven 1, bostadshus i Stockholm 1965
- Medborgarhuset i Giessen, Tyskland 1966
- Park Hotell, Karlavägen, Stockholm 1968
- Sverigehuset, Hamngatan, Stockholm 1969